# Jasna Góra ostroma
Jasna Góra ostroma, más néven, bár kevésbé pontos megfogalmazással częstochowai csata (lengyelül: Oblężenie Jasnej Góry) 1655 telén zajlott a második északi háború, vagy ahogyan a Lengyel–Litván Nemzetközösség svéd és orosz megszállását nevezik, az „Özönvíz” során. A támadó svédek megpróbálták elfoglalni a częstochowai Jasna Góra pálos kolostorát. Egy hónapig tartó ostromuk azonban sikertelen volt, mivel a Jasna Góra-i kolostor szerzetesekből álló kis csapat, amelyet perjelük vezetett és helyi önkéntesek, főként a szlachta (lengyel nemesség) tagjai támogattak, visszaverte a számbeli fölényben lévő protestáns német zsoldosokat, akiket Svédország bérelt fel, megmentve ezzel szent ikonjukat, a częstochowai Fekete Madonnát, és egyes beszámolók szerint a csodálatos győzelem megfordította a háború menetét.

## Előzmények
Az 1650-es évek évtizede Lengyelország aranykorának végét jelentette, mivel az ország háborúk sorozatába keveredett, különösen a Hmelnickij-felkelés és az orosz-lengyel háború. 1655-ben a svédek úgy döntöttek, hogy kihasználva a Nemzetközösség gyengeségét, felújítják az elmúlt évszázadban lappangó lengyel-svéd háborút. A svéd erők gyorsan leigázták a Nemzetközösség területének nagy részét. Az ország túlnyomó részét elfoglalta az ellenség, nyugaton a svédek és a németek, az oroszok pedig  az egész Litván Nagyfejedelemséget. A lengyel király, II. János Kázmér 1655 végén a Habsburg Birodalomhoz tartozó Sziléziában, a głogóweki várban keresett menedéket. Elesett Varsó, majd október 17-én Stephan Czarniecki megadta magát Krakkóban, mindössze egy napi lovaglásra Czestochowától. A király egy apró sereggel száműzetésbe vonul. A Lengyel-Litván Nemzetközösség szinte egészét a Svéd Királyság, az Orosz Cárság vagy a kozákok szállták meg. A lengyel hadsereg nagy része elfogadta X. Károlyt királynak, és svéd szolgálatba állt. Ennek ellenére a Nemzetközösség erőit még mindig nem sikerült teljesen legyőzni, és a svédek úgy döntöttek, hogy ellenőrzésük alá vonják a megerősített Jasna Góra kolostorát, amely egy fontos erődítmény volt a sziléziai határ közelében, és jól ismert volt gazdagságáról. 1655 novemberére ez maradt az egyetlen erősség, amely lengyel kézen maradt.
A svédek közeledtével a pálos szerzetesek attól tartottak, hogy a protestánsok kifosztják katolikus szentélyüket, hiszen a 17. század nagy európai vallásháborúja, a harmincéves háború még alig ért véget. Így a szentképet egy másolattal cserélték ki, az eredetit pedig november 7-én titokban a lublinieci várba, majd később a Prudnik és Głogówek városok között fekvő mochówi pálos kolostorba szállították. A kolostort modern négyszögletű erődfalak védték, sarkukon olaszbástyákkal. Délnyugaton a Szent Jakab- délkeleten a Szent Borbála-, északnyugaton a Szent Rókus-, északkeleten pedig a Szentháromság-bástya magasodott. A déli főkaput, a Szent Borbála-kaput egy külső bástya védte. A szerzetesek mintegy 60 muskétát és lőszert is vásároltak, valamint 160 katonát béreltek a 70 harcképes szerzetes támogatására. A védelmi erőket mintegy 80 önkéntes is segítette, köztük 20 nemes, köztük Stanisław Warszycki. A kolostornak jó tüzérsége volt: 12-18 könnyű ágyú (2 és 6 font közötti) és tizenkét 12 fontos ágyú.
Eközben a svédek, látva, hogy nem tudják meglepetésszerűen bevenni a kolostort, megpróbáltak tárgyalni. November 8-án éjjel a svédek (300 lovas Jan Wejhard vezetésével) sikertelenül hajtottak végre meglepetésszerű támadást. Ezt követően a kolostor őrzésének jogát kérték, azonban megtagadták tőlük a bevonulás jogát. A kolostor perjele, Augustyn Kordecki, miközben ismételten segítséget kért II. János Kázmér lengyel királytól, felajánlotta, hogy a katonai konfliktus elkerülése érdekében elismeri X. Károly Gusztáv svéd királyt. A svédektől kapott egy dokumentumot, amely biztonságot ígért a kolostornak, de november 18-án megtagadta egy újabb svéd egység beengedését. A svéd parancsnok, Burchard Müller von der Luhnen tábornok 2250 fős haderővel (1800 lovas, 100 dragonyos, 300 gyalogos és 50 tüzér), 10 ágyúval (bár viszonylag könnyűekkel, nyolc 6 fontos és két 4 fontos ágyúval) felszerelve, a Kordeckivel folytatott hiábavaló tárgyalások után úgy döntött, hogy megkezdi az ostromot, amely aztán egészen a december 26-ról 27-re virradó éjszakáig tartott.

## Az ostrom
Az ostrom november 18-án kezdődött. A svédek jelentős számbeli fölényben voltak, de a kolostorban elhelyezett tüzérséghez képest gyengébb tüzérséggel rendelkeztek. November 28-án az ostromlók Piotr Czarniecki vezetésével meglepetésszerű támadást hajtottak végre, és megsemmisítettek két svéd ágyút. Tárgyalások következtek, amelyek nem vezettek eredményre – a svédek letartóztattak két szerzetest, de később szabadon engedték őket. Mivel Kordecki nem volt hajlandó feladni a kolostort, a harcok újraindultak. November vége felé a svédek erősítést kaptak: mintegy 600 embert 3 ágyúval. December 10-én a svédek nehéz ostromtüzérséget hozattak a helyszínre: két 24 fontos és négy 12 fontos ágyút további 200 emberrel. A svédek végre nehezebb kaliberű tüzérséggel rendelkeztek, mint a védők, bár még mindig kevesebb ágyúval, mint a kolostor. Ekkor a svéd ostromlók erejük teljében voltak, 3200 emberrel (köztük 800 áruló lengyellel, akik a svéd királyt szolgálták) és 17 ágyúval. A Jasna Góránál állomásozó svéd sereg, bár általában „svédek” néven emlegetik, valójában nagyrészt német zsoldosokból állt. Az új tüzérséggel a svédek jelentősen megrongálták az északi falakat, valamint a Szentháromság-bástyát.
December 14-én a lengyelek újabb támadást hajtottak végre, megsemmisítve a svédek egyik redoutját, valamint az egyik 24 fontos ágyút. A svédek ezután megkezdték a déli oldal bombázását, valamint egy alagút ásását. December 20-án a lengyelek Stefan Zamoyski vezetésével ismét kitörtek, ezúttal napközben, nem sokkal dél után. Két ágyút megsemmisítettek, és megölték az alagútban lévő bányászok többségét. December 24-én Kordecki újra megtagadta a megadást, és a svédek ismét az északi oldalt lőtték, ez volt a legsúlyosabb tüzérségi támadásuk az ostrom során. Az egyik nagy sortüzük során a második 24 fontos ágyújuk meghibásodott és megsemmisült. A szerzetesek vezetésével az ostrom ellenére megünnepelték a karácsonyi éjféli misét.
A svédek ekkor 60 000 tallér váltságdíjat követeltek az ostromzár feloldásáért, de Kordecki azt válaszolta, hogy bár a harcok előtt még fizetett volna, de a kolostornak erre az összegre az ostrom utáni javításokra lesz szüksége. Végül december 27-én a svédek úgy döntöttek, hogy visszavonulnak. A következő hetekben több kisebb kísérletet tettek a kolostor meglepetésszerű elfoglalására, mivel az erőd egyre fontosabb központjává vált a helyi svédellenes gerilláknak. A lengyel fél néhány tucatnyi, míg a svédek több száz sebesültről számoltak be.

## Következmények
A megerősített Jasna Góra-i kolostor volt az egyetlen erődítmény Lengyelországban, amelyet a svéd megszállóknak nem sikerült elfoglalniuk. A történészek nem értenek egyet abban, hogy Jasna Góra védelme milyen fontos szerepet játszott a háború fordulatában. Decemberben, amikor a svédek feloldották az ostromot, a lengyel erők kezdtek fölénybe kerülni, és Jasna Góra védelme, amely a lengyelek számára fontos szimbólum volt, minden bizonnyal jelentős morális lökést adott. Az azonban, hogy Jasna Góra védelme mennyire motiválta a védőket, még mindig nyitott kérdés.

## Emlékezete
Augustyn Kordecki 1658-ban megjelentette Nova Gigantomachia in Claro Monte Czestochoviensi című könyvét, amelyben Jasna Góra védelmének fontosságával foglalkozott. Egy évvel később Stanisław Kobierzycki lengyel szerző Obsidio Clari Montis Częstochoviensis című művében az ő leírására épített.
Wespazjan Kochowki 1688-ban kiadott Annalium Poloniae Climacter Secundus című krónikájában a kolostor megmenekülését isteni csodának tulajdonította: „Az apátságot vastag köd takarta el a támadók szeme elől. Müller maga is látott egy ragyogó palástba burkolózott asszonyt a falon, aki az ágyúkat felborítgatta és a golyóbisokat visszatérítgette abba az irányba, ahonnan érkeztek.”
A 19. században a kolostor védelmének legendáját széles körben népszerűsítette Henryk Sienkiewicz, korának egyik legnépszerűbb lengyel írója, későbbi irodalmi Nobel-díjas Özönvíz című regényében (a regény alapján 1974-ben azonos címmel monumentális, 5 óra 15 perces film is készült).
Jasna Góra ostromának a varsói Ismeretlen Katona sírján a „JASNA GORA 18 XI-26 XII 1655” felirat állít emléket.

## Fordítás
- Ez a szócikk részben vagy egészben  a   Siege of Jasna Góra című angol Wikipédia-szócikk ezen változatának fordításán alapul.  Az eredeti cikk szerkesztőit annak laptörténete sorolja fel. Ez a jelzés csupán a megfogalmazás eredetét és a szerzői jogokat jelzi, nem szolgál a cikkben szereplő információk forrásmegjelöléseként.